# Головко, Владимир Ильич
Владимир Ильич Головко (укр. Володимир Ілліч Головко; род. 12 февраля 1947 года) — украинский политический деятель, депутат Верховной рады Украины II созыва (1994—1998).

## Биография
Родился 12 февраля 1947 года.
Окончил Львовское высшее военно-политическое училище. Служил в армии, по состоянию на 1994 год находился в запасе и был военным пенсионером.
Являлся членом КПСС.
На парламентских выборах 1994 года был избран народным депутатом Верховной рады Украины II созыва от Ленинского избирательного округа № 318 Полтавской области. В парламенте был председателем подкомитета по вопросам социальной защиты военнослужащих Комитета по вопросам обороны и государственной безопасности, являлся членом депутатской группы «Реформы». Депутатские полномочия истекли 12 мая 1998 года.
На парламентских выборах 1998 года был кандидатом в народные депутаты Верховной рады Украины III созыва от избирательного округа № 144 Полтавской области. Получил 3,2% голосов, занял 8 место среди 27 кандидатов, избран не был.